# Île Brice
L'île Brice (en russe : Остров Брайса) est une petite île de la terre François-Joseph, en Russie. 
Située au sud des île Bromwich, Bliss et Pritchett dont elle est séparée par le canal Sadko et à 4 km de l'île Brady dont elle est séparée par le canal Sidorov, son centre est recouvert d'une importante calotte glaciaire mais le nord et le sud-ouest sont souvent libres de glaces. De forme triangulaire, elle possède une petite baie au nord-ouest. Au nord se trouve le cap Terra Nova.
Elle a été nommée en l'honneur d'Arthur Montefiore Brice (1859-1927), secrétaire de l’expédition Jackson-Harmsworth (1894-1897).